# Spanische Monarchie
Die spanische Monarchie (Spanisch: Monarquía Española), verfassungsrechtlich bezeichnet als die Krone (Spanisch: la Corona) ist die parlamentarische Monarchie Spaniens und das höchste Amt des Landes. Die Monarchie umfasst den regierenden Monarchen, dessen Familie sowie den königlichen Haushalt, welcher den Monarchen in der Ausübung seiner Pflichten und Prärogativrechte unterstützt. Die spanische Monarchie wird momentan von König Felipe VI., Königin Letizia und deren Töchtern Leonor, Fürstin von Asturien, und der Infanta Sofía repräsentiert.
Die spanische Verfassung von 1978 reetablierte eine konstitutionelle Monarchie als Regierungsform Spaniens nach dem Ende des Franco-Regimes und der Wiederherstellung der Demokratie durch Adolfo Suárez. Die Verfassung bestätigte die Rolle des Königs von Spanien als Personifikation und Inbegriff des spanischen Staates sowie als Symbol von Spaniens fortdauernder Einheit und Beständigkeit. Zudem gilt der Monarch als Vermittler und Moderator der staatlichen Einrichtungen Spaniens. Gemäß der Verfassung ist der König das Staatsoberhaupt sowie Oberbefehlshaber der spanischen Streitkräfte. Die Verfassung legt die Nutzung der königlichen Anrede und Titulatur, die königlichen Prärogativrechte, die erbliche Thronfolge, die Aufwandsentschädigung und die Regentschaft im eventuellen Fall der Minderjährigkeit oder Arbeitsunfähigkeit des Monarchen fest. Laut der Verfassung unterstützt der Monarch zudem das Vorantreiben der Beziehungen mit Nationen mit gemeinsamer Vergangenheit. Der König von Spanien bekleidet das Amt des Präsidenten der Organisation der Ibero-Amerikanischen Staaten und vertritt sozusagen über 700 Millionen Menschen aus 24 Mitgliedsstaaten weltweit.
Die spanische Monarchie hat ihre Wurzeln im Tolosanischen Königreich der Westgoten, das nach dem Fall des Weströmischen Reiches gegründet worden war. Nachdem dieses von den Mauren besiegt worden war, bildete sich das Königreich Asturien, das den Widerstand gegen die Mauren aufnahm. Die dynastische Heirat von Isabella I. von Kastilien und Ferdinand II. von Aragon (die „Katholischen Könige“) vereinte Spanien im 15. Jahrhundert. Der unter deren Herrschaft entsandte Christoph Kolumbus legte mit dem von ihm entdeckten Seeweg nach Amerika die Grundlage für die Eroberung Amerikas und den Aufstieg Spaniens zur Weltmacht.
Für das Jahr 2021 beläuft sich das offizielle Budget der spanischen Monarchie auf 8,4 Millionen Euro, eine der niedrigsten öffentlichen Ausgaben für die Institution der Monarchie in Europa. Andere Ausgaben des Königshauses werden jedoch von verschiedenen Regierungsstellen übernommen.

## Geschichte
Die Monarchie in Spanien hat ihre Wurzeln im Westgotischen Königreich und dessen christlichen Nachfolgereichen Navarra, Asturien (später León und Kastilien) und Aragón, welche in der Reconquista (dt.: Wiedereroberung) der Iberischen Halbinsel gegen die maurischen Herrscher kämpften. Eine der frühesten einflussreichen Dynastien ist das Haus Jiménez, das unter seiner Führung im 11. Jahrhundert einen Großteil des christlichen Teils der Iberischen Halbinsel vereinte. Von Sancho III. von Navarra bis Urraca von León und Kastilien beanspruchten Familienmitglieder der Jiménez den historischen westgotischen Titel Imperator totius Hispaniae für sich. Urracas Sohn und Erbe Alfons VII. von León und Kastilien war der erste König aus dem spanischen Zweig des Hauses Burgund, sowie der letzte, der den Titel eines Kaisers von ganz Spaniens führte. Nach seinem Tod wurde das Reich unter seinen Söhnen aufgeteilt. Der Erste kastilische Bürgerkrieg (1366–1369) endete mit der Ermordung König Peters durch seinen illegitimen Halbbruder Heinrich von Trastámara, der als Heinrich II. den Thron bestieg. Dieser begründete die Dynastie der Trastámara. Peters Erbin, seine Enkelin Katharina von Lancaster, heiratete später Heinrich III., den Enkel Heinrichs II., wodurch beide Dynastien vereint wurden.

### Matrimonialunion unter den Katholischen Königen
Siehe auch: Katholische Könige
Im 15. Jahrhundert wurden durch die Heirat Isabellas I. von Kastilien und Ferdinands II. von Aragon, beide Mitglieder des Hauses Trastámara, zwei bedeutende Königreiche der Iberischen Halbinsel vereint. Zwar wurden beide Reiche in Personalunion regiert, jedes Königreich behielt jedoch seine eigenen Institutionen und Cortes. 1492 wurde Granada, das letzte muslimische Territorium auf der Iberischen Halbinsel, von den Katholischen Königen erobert.
Die Territorien des spanischen Weltreichs in der Neuen Welt waren abhängig von der Krone Kastiliens. Nach den spanischen Entdeckungsfahrten und Siedlungen in der Karibik sowie der spanischen Eroberung Mexikos und Perus, schuf die Krone in wichtigen Regionen eigene Real Audiencias (Gerichte) und setzte Vizekönige als oberste Vertreter des Monarchen ein.

### Habsburg-Monarchie
Durch die Heirat Königin Johannas von Kastilien mit Philipp dem Schönen fiel die spanische Monarchie an das Haus Habsburg. Der erste Herrscher der neuen Dynastie war Karl V. (in Spanien Karl I.). Die Herrschaft von Philipp II. stellte den Höhepunkt des Siglo de Oro, einer Periode von großer kolonialer Expansion und Wohlstand dar. 1700 verstarb Karl II. als letzter der spanischen Habsburger. Sein Tod löste den Spanischen Erbfolgekrieg aus.

### Bourbon-Monarchie
Die Nachfolge Karls II. war stark umstritten. Karl hatte den Enkel seiner Schwester Maria Teresa, Philipp, Herzog von Anjou, zu seinem Erben ernannt. Diese mögliche Vereinigung von Frankreich und Spanien, zweier großer europäischer Mächte, löste den Spanischen Erbfolgekrieg aus. Der Krieg wurde in den Verträgen von Utrecht (1713) und Rastatt (1714) beigelegt, die das europäische Mächtegleichgewicht bewahrten. Philipp von Anjou wurde als Thronerbe bestätigt, gleichzeitig wurde eine Vereinigung der Königreiche Frankreich und Spanien verboten. Philipp V. war der erste König von Spanien aus dem Haus Bourbon (spanisch: Borbón). Felipe VI., der amtierende Monarch, gehört ebenfalls dieser Dynastie an.
1808 wurde König Ferdinand VII. von Napoleon Bonaparte zur Abdankung gezwungen, an seiner Stelle wurde Joseph Bonaparte als König eingesetzt. Die Bourbonen standen in der Folge im Mittelpunkt des Widerstands gegen die französische Herrschaft. Nach dem Vertreiben der Franzosen aus Spanien erhielt Ferdinand die Krone zurück. Mit der Pragmatischen Sanktion von 1830 hob Ferdinand das von Philipp V. eingeführte Salische Gesetz auf, das Frauen von der Thronfolge ausschloss. Daraufhin wurde Ferdinands älteste Tochter Isabella zur Thronfolgerin. Gegner der Pragmatischen Sanktion sahen in Ferdinands jüngerem Bruder Carlos den rechtmäßigen Thronerben.

### Erste Spanische Republik
1873 wurde nach der Abdankung von König Amadeus I., der nach dem Sturz Isabellas II. als König eingesetzt worden war, die Erste Spanische Republik ausgerufen. Nachdem sich die Armee hinter Alfons XII., Sohn Isabellas II., gestellt hatte, brach die Regierung zusammen, was zur Restauration der Bourbonen-Monarchie führte.

### Zweite Spanische Republik und Franquismus
Bei landesweiten Gemeindewahlen siegten 1931 die republikanischen Kräfte, die ein Ende der Monarchie forderten. Angesichts dieser Ergebnisse verließ König Alfons XIII. Spanien, verzichtete jedoch nicht auf seinen Thronanspruch. Die provisorische Regierung begründete die Zweite Spanische Republik. Ein Staatsstreich gegen die linke Regierung löste 1936 den Spanischen Bürgerkrieg aus, der am 1. April 1939 mit dem Sieg General Francisco Francos endete. Das faschistische Italien und das nationalsozialistische Deutschland unterstützten Franco im Spanischen Bürgerkrieg.
Nach 16 Jahren ohne Monarchie und Königreich, wurde Spanien 1947 von Franco zum Königreich erklärt, der Thron blieb jedoch vorerst vakant, Franco selbst sah sich wohl als eine Art Reichsverweser an. Ihm oblag es, seinen Nachfolger zu ernennen, was er jedoch zeitlebens aufschob.

### Wiederherstellung der Monarchie
Trotz seiner zeitweisen Allianz mit den carlistischen Thronprätendenten, ernannte Franco in seinem Testament Juan Carlos I. aus dem Haus Borbón zu seinem Nachfolger. Juan Carlos spielte eine entscheidende Rolle bei der Transition in Spanien, dem Übergang vom Franquismus zur parlamentarischen Monarchie. So nötigte er 1976 den Ministerpräsidenten Carlos Arias Navarro zum Rücktritt und beauftragte stattdessen den Reformer Adolfo Suárez mit der Regierungsbildung. Im darauffolgenden Jahr fanden die ersten freien Parlamentswahlen statt. 1978 unterzeichnete Juan Carlos die neue Verfassung Spaniens. 1981 wurde ein Putschversuch des Militärs, der die Diktatur wieder einführen sollte, durch das entschlossene Auftreten von Juan Carlos beendet, der in seiner Rolle als Oberbefehlshaber der spanischen Streitkräfte in einer Fernsehansprache die Armeeangehörigen in die Kasernen zurückbeorderte und sich selbst hinter die Demokratie und die Verfassung stellte.

## Krone, Verfassung und königliche Prärogative

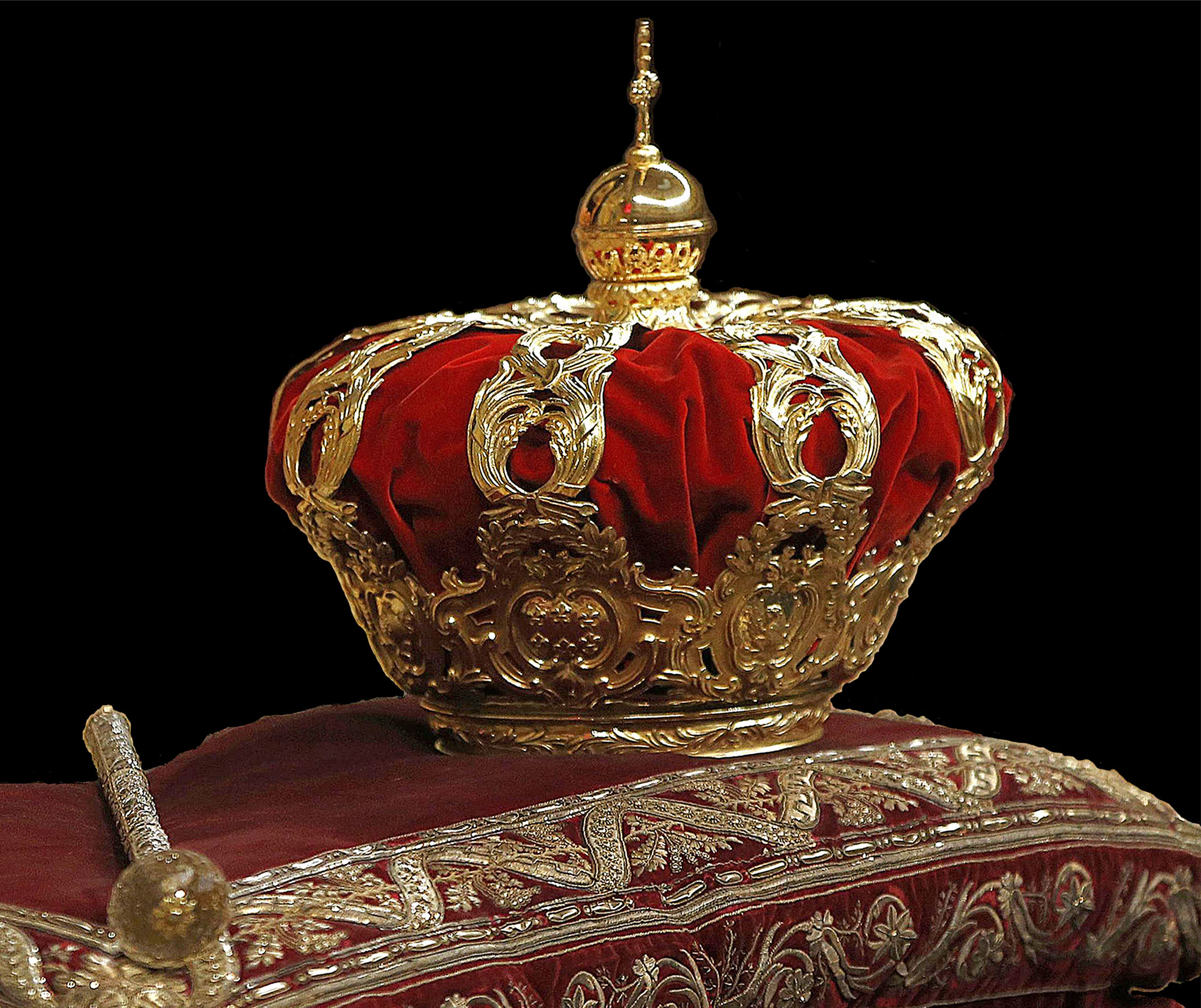
Spanische Königskrone

Die spanische Krone ist Gegenstand von Titel II Die Krone, Artikel 56 bis 65 der spanischen Verfassung von 1978. Der König ist Symbol der Einheit und Dauer des spanischen Staates, repräsentiert das Land und erfüllt die Rolle des „Vaters der Nation“.

Gemäß der Verfassung liegt die Souveränität beim Volk, das somit dem König die Macht verleiht, zu regieren:
Das spanische Volk, von dem alle Staatsgewalt ausgeht, ist Träger der nationalen Souveränität.

– Artikel 1. (2) der spanischen Verfassung von 1978
Der Monarch überwacht und vermittelt zwischen den Institutionen und vertritt Spanien international als oberster Repräsentant. Er übt die Funktionen seines Amtes gemäß der Verfassung und den Gesetzen aus:
Der König ist Oberhaupt des Staates, Symbol seiner Einheit und Dauer. Er wacht als Schiedsrichter und Lenker über das regelmäßige Funktionieren der Institutionen, vertritt als höchster Repräsentant den spanischen Staat in den internationalen Beziehungen, vor allem mit jenen Nationen, die mit Spanien eine historische Gemeinschaft bilden, und er übt die Funktionen aus, die ihm die Verfassung und die Gesetze ausdrücklich zuweisen.

– Artikel 56. (1) der spanischen Verfassung
Bei der Thronbesteigung und der Proklamation vor den Cortes Generales schwört der König einen Eid, seine Pflichten getreu auszuüben und die Verfassung und Gesetze einzuhalten. Zusätzlich verpflichtet sich der König, die Einhaltung der Gesetze zu sichern. Außerdem schwört der König, die Rechte der spanischen Bürger und der Autonomen Gemeinschaften zu respektieren. Den gleichen Eid schwört zudem der Thronfolger beim Erreichen der Volljährigkeit, sowie ein möglicher Regent, verbunden mit einem Treueschwur gegenüber dem König.
(1) Bei seiner Proklamation vor den Cortes Generales schwört der König den Eid, sein Amt getreu auszuüben, die Verfassung und die Gesetze einzuhalten und für ihre Einhaltung Sorge zu tragen und die Rechte der Bürger und der Autonomen Gemeinschaften zu achten.
(2) Den gleichen Eid sowie den der Treue zum König schwören der Thronfolger bei Erreichen der Volljährigkeit und der Regent oder die Regenten bei der Übernahme ihres Amtes.

– Artikel 61 der spanischen Verfassung
Der Eid lautet wie folgt:
Ich schwöre, meine Aufgaben treu wahrzunehmen, die Verfassung und die Gesetze aufrechtzuerhalten und durchzusetzen und die Rechte der Bürger und der autonomen Gemeinschaften zu respektieren.

– Amtseid des spanischen Königs
Artikel 62 der spanischen Verfassung beschreibt die Befugnisse des Königs, während Titel IV Regierung und Verwaltung, Artikel 99 die Rolle des Königs beim Ernennen des Premierministers und der Bildung der Regierung definiert. In Titel VI Die rechtsprechende Gewalt, Artikel 117, sowie 122–124, wird die Rolle des Königs in der Rechtsprechung behandelt. Allerdings bleibt der König unparteiisch und unabhängig und handelt zumeist auf Anraten der Regierung, wenngleich er nicht zum Umsetzen des Rats gezwungen ist, wenn nicht explizit von der Verfassung vorgeschrieben. Seine Verfügungen werden stets gegengezeichnet, ansonsten sind sie ungültig.

Dem König obliegt es:
a) die Gesetze zu billigen und zu verkünden;
b) die Cortes Generales einzuberufen und aufzulösen und die Wahlen gemäß den in der Verfassung festgelegten Bestimmungen festzusetzen;
c) eine Volksabstimmung in den von der Verfassung vorgesehenen Fällen festzusetzen;
d) den Kandidaten für das Amt des Ministerpräsidenten vorzuschlagen und ihn gegebenenfalls zu ernennen sowie ihn nach Maßgabe der Verfassung zu entlassen;
e) die Mitglieder der Regierung auf Vorschlag des Ministerpräsidenten zu ernennen und zu entlassen;
f) die im Ministerrat beschlossenen Verordnungen zu erlassen, die zivilen und militärischen Ämter zu vergeben und gemäß den Gesetzen Ehren und Auszeichnungen zu verleihen;
g) sich über die Staatsangelegenheiten zu informieren und zu diesem Zweck, wenn es ihm angebracht erscheint, auf Antrag des Ministerpräsidenten den Sitzungen des Ministerrats zu präsidieren;
h) den Oberbefehl über die Streitkräfte auszuüben;
i) das Begnadigungsrecht gemäß dem Gesetz, das keine allgemeinen Gnadenerlasse zulassen darf auszuüben;
j) die Schirmherrschaft über die königlichen Akademien zu übernehmen.

– Artikel 62 der spanischen Verfassung

### Titel und Anreden

Königliche Standarte

Die Verfassung von 1978 erklärt, dass der Titel des Monarchen der des Königs von Spanien ist, er aber auch andere Titel nutzen kann, die in historischer Verbindung mit der Krone stehen.
Gemäß dem königlichen Dekret 1368/1987, dass Titel, Anreden und Ehrungen der königlichen Familie und der Regenten regelt, werden der König und seine Ehefrau, die Königin, offiziell als „Seine Majestät und Ihre Majestät“ (spanisch: Su Majestad) angesprochen, nicht mit der traditionellen Anrede „Katholische Majestät“ (Su Católica Majestad). Ein Prinzgemahl, der Ehemann einer regierenden Königin, hätte den Titel „Seine Königliche Hoheit“ (Su Alteza Real). Die verwitweten Ehepartner von Monarchen behalten ihre Titel bis zu einer Wiederverheiratung bei. Der Thronerbe erhält von Geburt an den Titel des Fürsten von Asturien sowie alle Titel, die historisch mit dem Thronfolger verknüpft werden. Diese zusätzlichen Titel beinhalten Fürst von Viana, historisch in Verbindung stehend mit dem Königreich Navarra; Fürst von Girona und Herzog von Montblanc, historisch in Verbindung stehend mit dem Thronerben der Krone von Aragonien. Andere Kinder des Monarchen und die Kinder des Thronfolgers tragen den Titel und Rang eines Infante oder Infanta (Prinz oder Prinzessin) und als „Seine oder Ihre Königliche Hoheit“ (Su Alteza Real) angesprochen. Kinder eines Prinzen oder einer Prinzessin sollen als spanische Granden betrachtet werden und erhalten die Anrede Eure Exzellenz. Das königliche Dekret begrenzt weiterhin die Möglichkeiten eines jeden Regenten, während der Regierungsunfähigkeit eines Monarchen neue Titel zu schaffen oder zu verwenden. Für die Urenkel des regierenden Monarchen sind keine Titel und Anreden vorgeschrieben.
Nach seiner Abdankung 2014 führen Juan Carlos I. und seine Frau Sophia weiterhin die Höflichkeitstitel des Königs und der Königin von Spanien.
Die Position des Monarchen als Verleiher von Ehrungen ist in Artikel 62f der spanischen Verfassung festgelegt: „Dem König obliegt es die im Ministerrat beschlossenen Verordnungen zu erlassen, die zivilen und militärischen Ämter zu vergeben und gemäß den Gesetzen Ehren und Auszeichnungen zu verleihen.“ Laut dem spanischen Justizministerium werden Adels- und Grandentitel durch die „hoheitliche Gnade des Königs“ verliehen und dürfen an die Erben des Empfängers weitergegeben werden, die den Titel jedoch nicht verkaufen dürfen. Titel können an die Krone zurückfallen, wenn deren Vakanz festgestellt wird. Das Vererben von Titeln kann verschiedenen Möglichkeiten folgen, die bei der Verleihung des Titels festgelegt werden. Als generelle Regel werden heute die meisten Titel durch das Konzept der kognatischen Primogenitur vererbt, wo das erstgeborene Kind unabhängig vom Geschlecht alle Titel erhält. Allerdings kann der Inhaber eines Titels seinen Nachfolger auch bestimmen, oder seine Titel unter seinen Kindern verteilen, wobei das Älteste den höchstrangigen Titel erhält.
Während seiner Herrschaft von 1975 bis 2014 verlieh König Juan Carlos Adelstitel an zwei seiner ehemaligen Premierminister, die sich aus der aktiven Politik zurückgezogen hatten: Adolfo Suárez, der zum ersten Herzog von Suárez wurde, und Leopoldo Calvo-Sotelo, der zum ersten Markgrafen de la Ría de Ribadeo wurde.
Der König verleiht nicht nur militärische und zivile Orden, sondern auch Verdienstorden, üblicherweise auf Anraten der Regierung. Der höchste Orden, den der König verleihen kann, ist der Orden Karls III. Der Ferdinandsorden ist Spaniens höchste militärische Orden für Tapferkeit. Weitere historische Orden und Auszeichnungen beinhalten den spanischen Orden vom Goldenen Vlies, den Orden de Isabel la Católica, den Orden Alfons X. des Weisen, den Orden des heiligen Hermenegild, den Orden San Raimundo de Penafort, den Militär-Verdienstorden, den Orden für Verdienste zur See, das Luftwaffen-Verdienstkreuz und den Zivilverdienstorden sowie viele weitere.

### Unantastbarkeit und Majestätsbeleidigung
Der spanische Monarch ist vor strafrechtlicher Verfolgung für Handlungen der Regierungsminister im Namen des Königs geschützt. Obwohl er nominell die oberste Person der Exekutive darstellt, sind die von ihm unterschriebenen Gesetze nicht gültig, bis sie von einem Minister, der die politische Verantwortung für sie übernimmt, gegenzeichnet wurden. Diese Regelung spiegelt das Konzept der Immunität des Staatsoberhaupts wider, das sich in ähnlichen konstitutionellen Monarchien entwickelt hat. Als regierender Monarch hat der König von Spanien absolut unumschränkte Immunität, er kann in keinem Gericht in Spanien angeklagt werden. Diese Immunität bezieht sich sowohl auf zivile wie auch strafrechtliche Fälle. Die Immunität bezieht sich jedoch lediglich auf den jeweils amtierenden Monarchen, nicht auf weitere Mitglieder der königlichen Familie. Als König Juan Carlos abdankte und sein Sohn Felipe VI. den Thron bestieg, verlor er damit seine Immunität und kann nun vor Gericht belangt werden. Allerdings wurde vor der Abdankung ein Gesetz vom Parlament verabschiedet, das festlegte, dass er nur vor das oberste Gericht Spaniens und kein anderes gestellt werden darf.
Die Person des Königs ist unverletzlich und kann nicht zur Verantwortung gezogen werden. Die Verfügungen des Königs werden stets in der in Artikel 64 vorgesehenen Form gegengezeichnet und sind ohne diese Gegenzeichnung ungültig; davon ausgenommen sind die Bestimmungen des Artikels 65 Absatz 2.

– Titel II: Die Krone, Artikel 56, spanische Verfassung von 1978
Das Konzept der Majestätsbeleidigung (lesa majestad) existiert in der spanischen Rechtssprechung und gilt als Vergehen, das die Würde des Staatsoberhauptes oder Staates selbst verletzt. Laut Artikel 56 der spanischen Verfassung sind der Monarch und die Würde des spanischen Staates ein und dasselbe. Majestätsbeleidigung kann in Spanien mit Geldstrafen und bis zu zwei Jahren Haft bestraft werden. Das Konzept befindet sich im gleichen rechtlichen Bereich wie das Verbot der Flaggenschändung in anderen demokratischen Ländern. Außerdem bezieht sich die Majestätsbeleidigung weiterhin auch auf fremde Staatsoberhäupter, die Spanien besuchen, andere Mitglieder der königlichen Familie und den spanischen Regierungschef als vom König berufener Amtsträger.
Das spanische Satiremagazin El Jueves wurde wegen Majestätsbeleidigung zu einer Geldstrafe verurteilt, als es 2007 eine Ausgabe mit einer Karikatur des Thronfolgerpaars beim Geschlechtsverkehr auf der Titelseite veröffentlichte. 2008 verbrannten 400 katalanische Separatisten Bilder des Königs und der Königin in Madrid, 2009 wurden zwei galizische Separatisten für das Verbrennen von Bildern des Königs mit einer Geldstrafe belegt.

### Thronfolge und Regentschaft

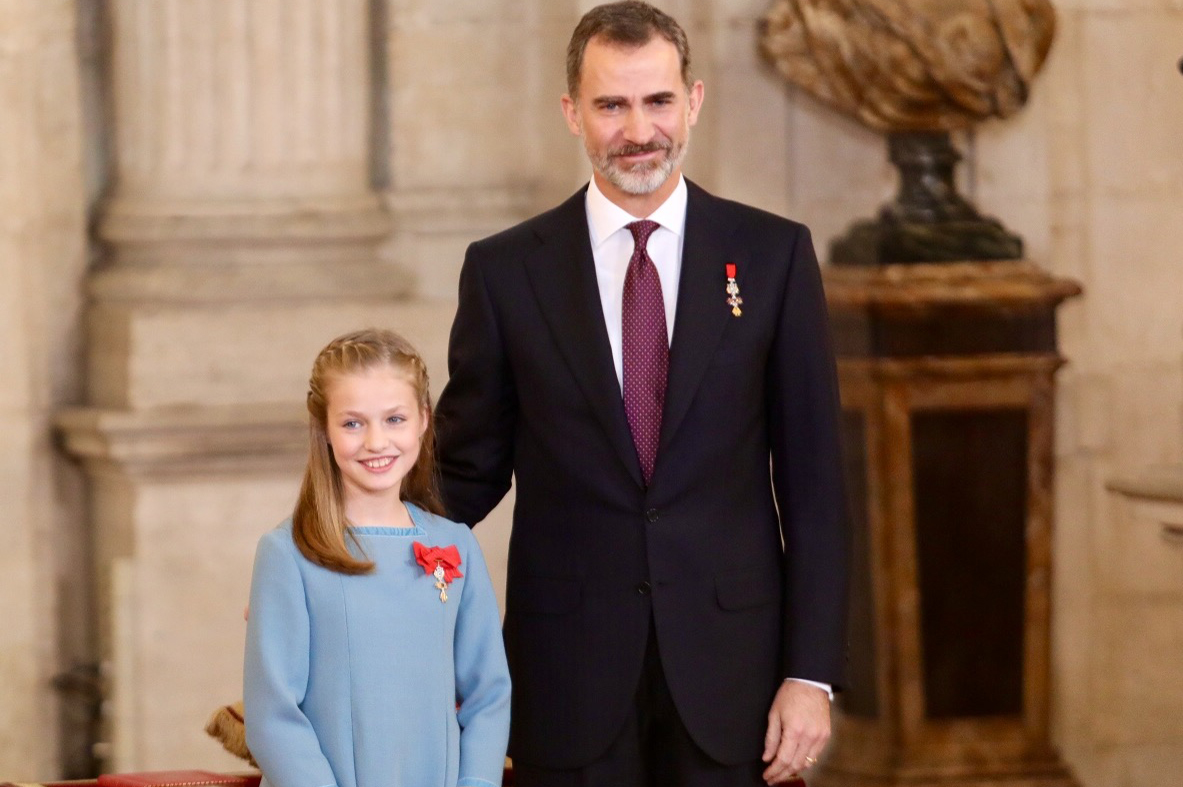
König Felipe und Kronprinzessin Leonor

Gemäß Artikel 57 der spanischen Verfassung wird die spanische Krone an die Nachkommen von König Juan Carlos durch die Primogenitur vererbt, wobei männliche Nachkommen bevorzugt werden. Artikel 57 ist zudem insofern bedeutend, als dass er die franquistische Bestimmung Juan Carlos’ als Nachfolger Francos übergeht. Beim Abfassen der Verfassung bestand der Anwalt und liberale Abgeordnete Joaquín Satrústegui auf die Formulierung „den legitimen Erben der historischen Dynastie“, die die Bedeutung der Monarchie als historische Einrichtung, die der Verfassung oder dem vorherigen Regime vorausgeht, unterstreicht.
Die Krone Spaniens wird an die Nachfolger Seiner Majestät Don JUAN CARLOS I. von BORBON, den legitimen Erben der historischen Dynastie vererbt. Die Thronfolge folgt den Regeln der Erstgeburt und der Vertretung; dabei ist die frühere der späteren Linie vorzuziehen, innerhalb derselben Linie der nähere dem ferneren Grad, innerhalb desselben Grades der männliche dem weiblichen Thronfolger und innerhalb desselben Geschlechts die ältere der jüngeren Person.

– Titel II: Die Krone, Artikel 57 (1), spanische Verfassung von 1978
Die männlich-bevorzugende kognatische Primogenitur findet in Spanien seit dem 11. Jahrhundert in den verschiedenen Nachfolgestaaten des Westgotenreichs Anwendung und ist in Las Siete Partidas festgehalten. Demzufolge sind Frauen unter bestimmten Umständen erbberechtigt. Allerdings wurden sie 1700 mit der Thronfolge Philipps V., dem ersten spanischen Bourbonen-König, von der Thronfolge ausgeschlossen, bis Ferdinand VII. das Recht wieder einführte und seine älteste Tochter Isabella zur Thronerbin ernannte.
Die Debatte bezüglich einer Änderung des Thronfolgegesetzes nahm mit der Geburt Prinzessin Leonors am 31. Oktober 2005 wieder an Fahrt auf. Eine Änderung des Gesetzes zur absoluten Primogenitur würde es erlauben, dass das erstgeborene Kind erben würde, unabhängig vom Geschlecht. Die damalige Regierung Zapatero verkündete ihre Absicht, das Thronfolgegesetz zu ändern, die Angelegenheit wurde jedoch mit der Geburt der zweiten Tochter des Königs vertagt. Da die Thronfolgeordnung in der Verfassung steht, stellt eine Reform einen aufwendigen Prozess dar, der die Auflösung des Parlaments, eine verfassungsgemäße Neuwahl und ein Referendum nötig macht.
Sollten alle Linien der Familie, die im Gesetz für die Thronfolge vorgesehen sind, aussterben, gesteht die Verfassung den Cortes Generales das Recht zu, die Thronfolge festzulegen, „die den Interessen Spaniens am besten dient.“ Zuletzt legt Artikel 57 des Weiteren fest: „Abdankung, Verzichte und jegliche Zweifel, die, de facto oder de jure, bei der Thronfolge auftreten, werden von einem Organgesetz entschieden.“
Gemäß der Verfassung sind die derzeitigen Erben König Felipes:
1. Die Fürstin von Asturien, älteste Tochter des Königs
2. Die Infantin Sofía, jüngere Tochter des Königs
3. Die Infantin Elena, Herzogin von Lugo, älteste Tochter von König Juan Carlos I.
4. Felipe Juan Froilán de Marichalar y de Borbón, Sohn von Infantin Elena
5. Victoria Federica de Marichalar y de Borbón, Tochter von Infantin Elena
6. Die Infantin Cristina, jüngere Tochter von König Juan Carlos I.
7. Juan Urdangarín y de Borbón, ältester Sohn von Infantin Cristina
8. Pablo Nicolás Sebastian Urdangarin y de Borbón, mittlerer Sohn von Infantin Cristina
9. Miguel Urdangarín y de Borbón, jüngster Sohn von Infantin Cristina
10. Irene Urdangarín y de Borbón, Tochter von Infantin Cristina

Die Verfassung legt zudem die Richtlinien für eine Regentschaft und Vormundschaft über den Monarchen im Falle einer Minderjährigkeit oder Amtsuntauglichkeit fest. Der Regent oder die Regenten und der Vormund des Monarchen (falls der Monarch minderjährig oder amtsunfähig ist) müssen nicht zwangsläufig die gleiche Person sein. Im Falle der Minderjährigkeit des Monarchen übernimmt automatisch das überlebende Elternteil oder der älteste volljährige Verwandte, der in der Thronfolge am nächsten steht, das Amt des Regenten. Voraussetzung ist jedoch, dass die Person Spanier sein muss. Ist ein Monarch amtsunfähig, und ist diese Amtsuntauglichkeit von den Cortes Generales anerkannt, wird der Fürst von Asturien (der Thronfolger) automatisch Regent, vorausgesetzt, er ist volljährig. Ist der Fürst von Asturien selbst minderjährig, sollen die Cortes Generales einen, drei oder fünf Regenten ernennen. Der Vormund des Monarchen im Falle einer Unmündigkeit ist die Person, die im Testament des verstorbenen Monarchen festgelegt wurde, unter der Voraussetzung, dass sie volljährig und von spanischer Nationalität ist. Ist kein Vormund im Testament benannt, übernehmen Vater oder Mutter die Vormundschaft, solange sie verwitwet bleiben. Ansonsten können die Cortes Generales sowohl den Regenten/die Regenten und den Vormund bestimmen, die nicht zwangsläufig die gleiche Person sein müssen, es sei denn es handelt sich um Vater oder Mutter des Monarchen oder einen direkten Vorfahren.

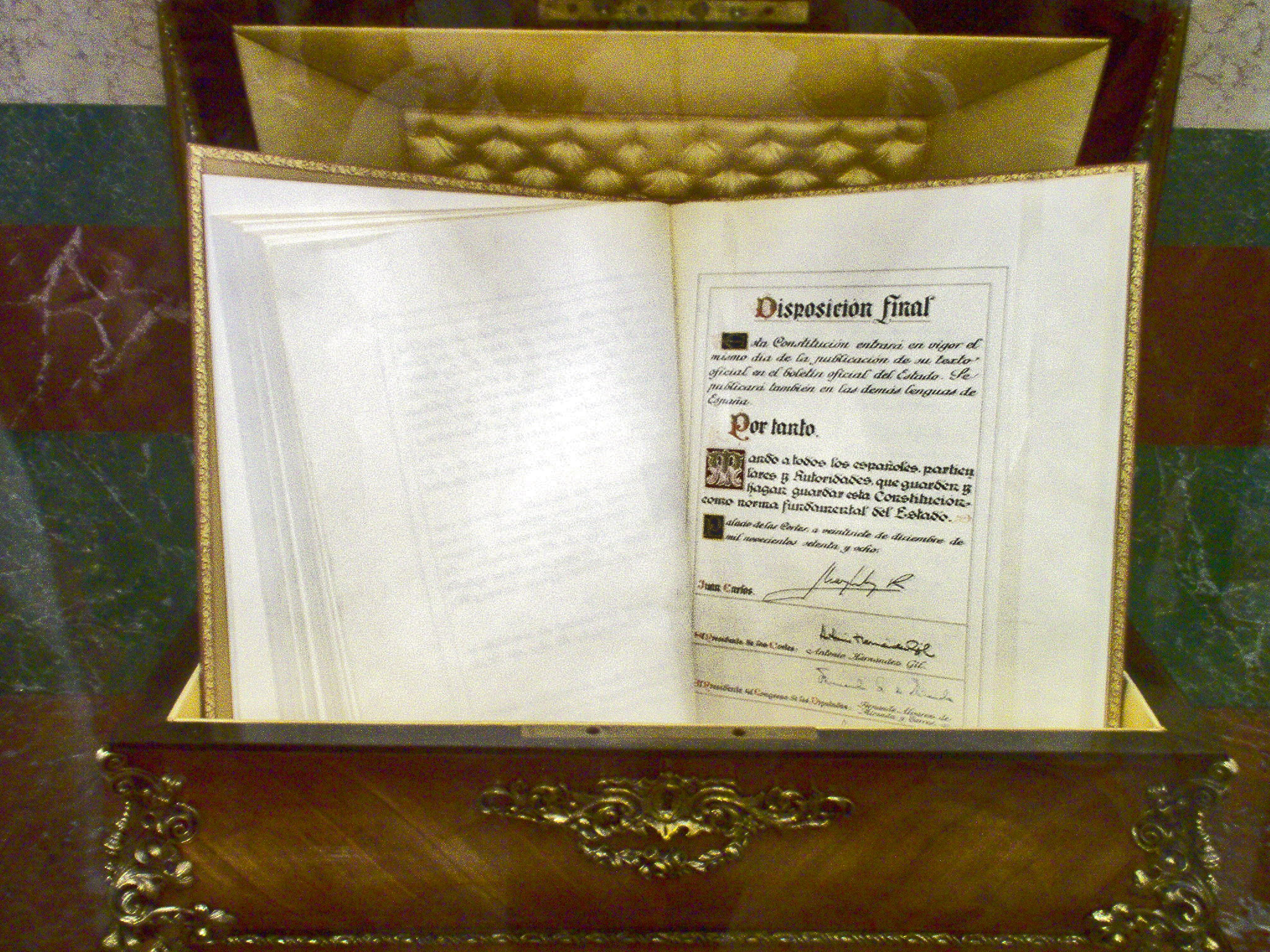
Eine von König Juan Carlos unterzeichnete Kopie der spanischen Verfassung von 1978

### König, Regierung und Cortes Generales
Die Verfassung definiert die Aufgaben der Regierung, die aus dem Ministerpräsidenten und den Staatsministern besteht. Die Regierung leitet die Innen- und Außenpolitik, die zivile und militärische Verwaltung und die Verteidigung des Landes im Namen des Königs. Außerdem übt die Regierung die exekutive Gewalt und gesetzliche Bestimmungen aus. Das direkteste Prärogativrecht des Monarchen in der Bildung der Regierung besteht in der Nominierung und Ernennung des spanischen Regierungschefs (Presidente del Gobierno de España). Nach einer allgemeinen Parlamentswahl und in anderen, in der Verfassung festgelegten, Situationen trifft sich der König mit den Führern der in den Cortes vertretenen Parteien und berät sich mit diesen. Im Anschluss berät er sich mit dem Parlamentspräsidenten, der in seiner Funktion das ganze Parlament repräsentiert.
(1) Nach jeder Neuwahl des Abgeordnetenkongresses und in allen anderen von der Verfassung vorgesehenen Fällen schlägt der König nach vorheriger Beratung mit den Repräsentanten, die die im Parlament vertretenen politischen Fraktionen bestimmt haben, durch den Präsidenten des Kongresses einen Kandidaten für das Amt des Ministerpräsidenten vor.
(2) Der nach Absatz 1 vorgeschlagene Kandidat legt dem Kongreß das politische Programm der von ihm zu bildenden Regierung vor und stellt die Vertrauensfrage.

– Titel IV: Regierung und Verwaltung, Artikel 99, spanische Verfassung von 1978
Gemäß der Verfassung kann der Monarch jeden nominieren, den er als passend erachtet. Allerdings obliegt es ihm in der Praxis die Person zu nominieren, die am ehesten das Vertrauen des Parlaments genießt und eine Regierung bilden kann, demzufolge üblicherweise den Führer der Partei mit den meisten Sitzen im Parlament. Für die Krone stellt die Nominierung des politischen Führers, dessen Partei das Parlament kontrolliert, eine Befürwortung des demokratischen Prozesses dar, ein fundamentales Konzept, das in der Verfassung festgeschrieben wurde. Aus politischer Gewohnheit vertraten alle vom König nominierten Personen die stärkste Fraktion im Parlament. Üblicherweise verkündet der König seinen Kandidaten am Tag nach der allgemeinen Wahl. Der Kandidat des Königs wird vom Parlamentspräsidenten vor dem Parlament vorgestellt, wobei der Kandidat und seine politische Agenda debattiert wird und die Vertrauensfrage (Cuestión de confianza) gestellt wird. Eine einfache Mehrheit bestätigt den Kandidaten und sein politisches Programm. Wenn der Präsident des Abgeordnetenhauses den Kandidaten als bestätigt erachtet, ernennt der König ihn in einer Zeremonie im Salón de Audiencias im Zarzuela-Palast zum neuen Ministerpräsidenten. Während der Amtseinführung schwört der Ministerpräsident seinen Amtseid über der geöffneten Verfassung, die neben einer Bibel liegt. Der Amtseid des ehemaligen Ministerpräsidenten Zapatero bei dessen zweiter Legislaturperiode lautete:
Ich schwöre, bei meinem Gewissen und meiner Ehre, die Pflichten des Amtes des Ministerpräsidenten mit Loyalität dem König gegenüber getreulich auszuüben, der Verfassung als oberstes Gesetz des Staates zu gehorchen und sie durchzusetzen, und die Beratungen mit dem Ministerrat geheimzuhalten.

– Amtseid von José Louis Rodríguez Zapatero vom 17. April 2004

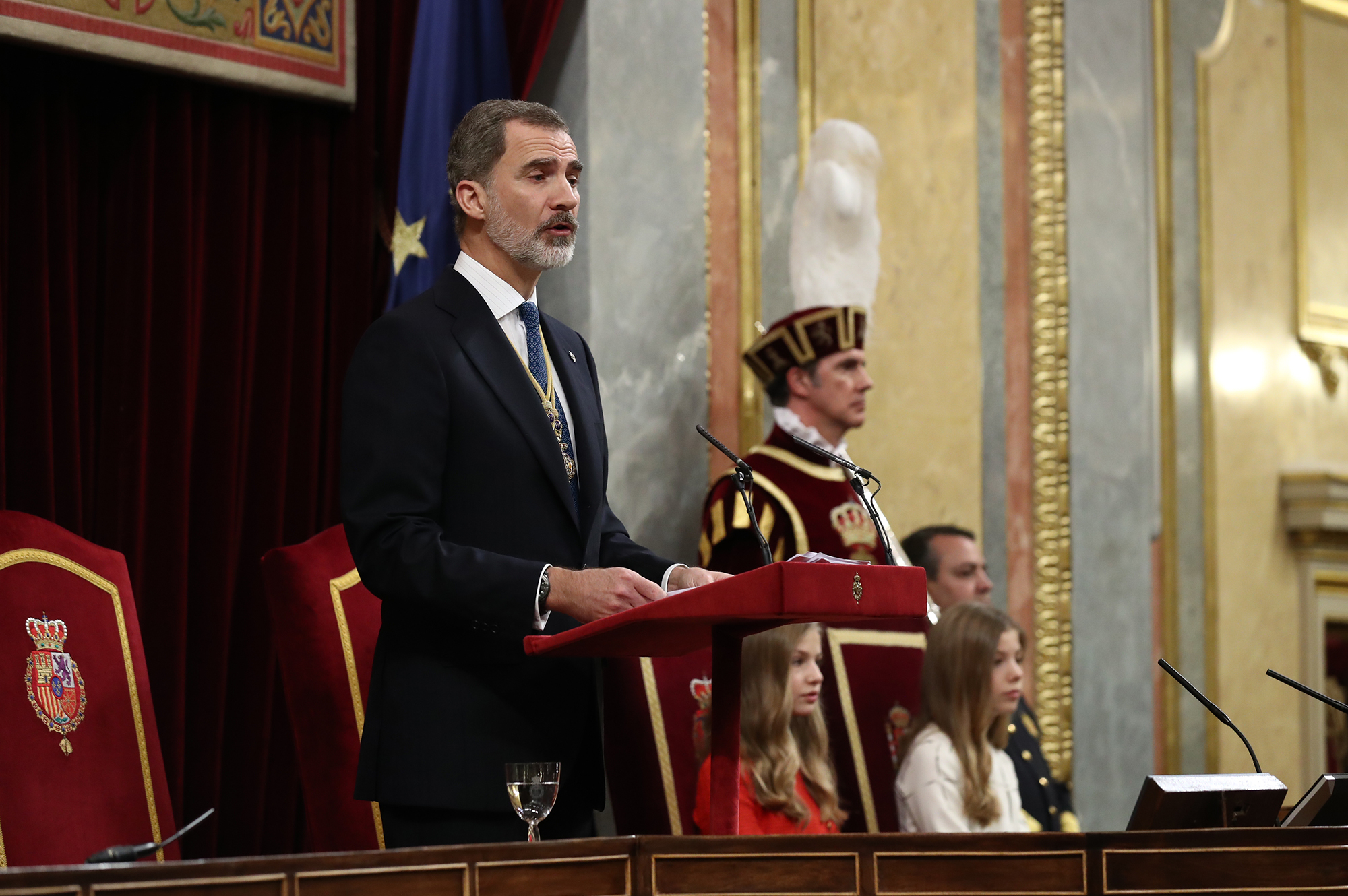
König Felipe bei der Parlamentseröffnung 2019

Wird bei der Vertrauensabstimmung in der ersten Runde keine Mehrheit erreicht, werden der gleiche Kandidat und sein Programm innerhalb von 48 Stunden zu einer zweiten Abstimmung gestellt. Sollte auch nach der zweiten Abstimmung keine Mehrheit erreicht werden, trifft sich der Monarch erneut mit den politischen Führern und dem Parlamentspräsidenten und schlägt einen neuen Kandidaten für die Vertrauensfrage vor. Gelingt es innerhalb von zwei Monaten keinem Kandidaten, das Vertrauen des Parlaments zu erhalten, löst der König die Cortes auf und ruft eine neue Parlamentswahl aus. Das königliche Dekret des Königs wird vom Parlamentspräsidenten gegengezeichnet.
In der politischen Realität Spaniens würde der König die verschiedenen politischen Führer zumindest bereits auf beruflicher Ebene kennen, was das Treffen nach der Parlamentswahl erleichtern sollte. Im Umkehrschluss fördert die Nominierung des Parteiführers, dessen Partei eine Mehrheit erreicht hat und die das Parteiprogramm bereits kennt, einen ruhigeren Nominierungsprozess. Im Falle von Koalitionen hätten die politischen Führer bereits vor dem Treffen mit dem König Koalitionsverhandlungen geführt. Ist der Ministerpräsident ernannt, bildet er eine Regierung mit Ministern, die vom König auf Anraten des Ministerpräsidenten ernannt und entlassen werden. Kein Minister darf seine Arbeit aufnehmen, bis er den Amtseid geschworen hat, in der er die Treue zu Verfassung und König gelobt.
Bereits 1975 erklärte König Juan Carlos seine Sichtweise, dass seine Rolle in der Regierung einer „gekrönten Demokratie“ darin bestünde, zu beraten und die Stoßrichtung der Regierung zu lenken, es aber der Regierung obläge, die Initiative zu ergreifen, ohne den König notwendigerweise in ihre Entscheidungen einzubeziehen. Demzufolge hat Juan Carlos, abgesehen von besonderen Anlässen oder Umständen, darauf verzichtet, den Kabinettssitzungen vorzusitzen. Allgemein sitzt der König ein oder zweimal pro Jahr (öfter, wenn nötig) den Kabinettstreffen vor, um direkt von den Ministern über unparteiische nationale und internationale Belange informiert zu werden. Allerdings trifft sich der König wöchentlich mit dem Ministerpräsidenten, üblicherweise Dienstag Vormittag. Während der Wirtschaftskrise Ende der 2000er Jahre nutzte der König seinen Einfluss diskret, um eine unparteiische Lösung der Krise zu erleichtern.
Die Regierung und das Parlement sind für maximal vier Jahre gewählt, bis der Ministerpräsident dem König seine Amtsniederlegung einreicht und ihn darum bittet, das Parlament aufzulösen und für Neuwahlen zu sorgen. Es obliegt den Prärogativrechten des Königs, das Parlament aufzulösen, sollte der Ministerpräsident nach vier Jahren seine Amtsniederlegung nicht eingereicht haben. Der Ministerpräsident kann auch früher Wahlen einberufen, aber frühestens ein Jahr nach der letzten Wahl. Verliert die Regierung das Vertrauen der Cortes, muss sie zurücktreten. Im Fall, dass der Ministerpräsident stirbt oder amtsunfähig ist, tritt die Regierung insgesamt zurück und der Prozess der königlichen Nominierung und Ernennung findet statt. In der Zwischenzeit hätte der Vizeministerpräsident das Amt übernommen.

### Königliche Zustimmung, Justiz und Verkündung der Gesetze
Laut der Verfassung genehmigt und verkündigt der König die vom Parlament verabschiedeten Gesetze, wobei Titel III - Die Cortes Generales, Kapitel 2 das Verfahren der Verabschiedung von Gesetzen beschreibt. Gemäß Artikel 91 soll der König innerhalb von 15 Tagen nach Verabschiedung des Gesetzes durch die Cortes Generales seine Zustimmung geben und das neue Gesetz veröffentlichen. Artikel 92 gibt dem König zudem das Recht, ein Referendum nach Anraten des Ministerpräsidenten und Bevollmächtigung des Parlaments zu fordern. Die Verfassung schweigt sich hingegen darüber aus, ob dem König ein Vetorecht gegen die Gesetzgebung zusteht. Als König Juan Carlos 2005 von den Medien gefragt wurde, ob er das Gesetz zur Legalisierung gleichgeschlechtlicher Ehen billigen würde (mit der Implikation, dass er dies nicht tun würde), antwortete er: „Soy el Rey de España y no el de Bélgica“ („Ich bin der König von Spanien und nicht von Belgien“) – eine Bezugnahme auf König Baudouin von Belgien, der sich geweigert hatte, das belgische Gesetz zur Legalisierung von Abtreibung zu unterzeichnen, und sich deshalb für vorübergehend regierungsunfähig erklären ließ.

Gemäß Titel VI der Verfassung geht die Rechtsprechung in Spanien „vom Volke aus und wird im Namen des Königs von Richtern ausgeübt, die die rechtsprechende Gewalt bilden“. Es bleibt ein königliches Prärogativrecht, dass der König die 20 Mitglieder des Generalrats der rechtsprechenden Gewalt und den Präsidenten, der vom Generalrat nominiert wurde, zu ernennen. Üblicherweise beruhen die Nominierungen des Königs jedoch auf Anraten der Regierung.
Der Generalrat der rechtsprechenden Gewalt setzt sich zusammen aus dem Präsidenten des Obersten Gerichtes, der ihm vorsteht, und aus 20 vom König für einen Zeitraum von fünf Jahren ernannten Mitgliedern: 12 Richter aller Kategorien, gemäß den Bestimmungen des Organgesetzes; vier auf Vorschlag des Kongresses und vier auf Vorschlag des Senates, in beiden Fällen mit einer Mehrheit von drei Fünfteln der Mitglieder der beiden Kammern aus den Reihen der Anwälte und anderer Juristen ausgewählten Personen mit anerkannter Kompetenz und mit mehr als 15-jähriger Berufserfahrung.

– Titel VI: Die rechtsprechende Gewalt, Artikel 122 (3), spanische Verfassung von 1978
Außerdem ernennt der König auf Anraten der Regierung den Generalstaatsanwalt, wie in Artikel 124 beschrieben. Der König darf in Übereinstimmung mit dem Gesetz Gnade walten lassen, aber keine Generalamnestie für Staatsminister gewähren, die vom Obersten Gericht als strafrechtlich haftbar oder des Hochverrats schuldig befunden wurden, wie in Artikel 62 und 102 der Verfassung festgehalten ist.

### Der König und die internationale Diplomatie
Gemäß der Verfassung akkreditiert der König die spanischen Botschafter zu internationalen Staaten und Regierungen, zudem werden ausländische Vertreter in Spanien von ihm anerkannt. Allerdings leitet die Regierung die diplomatische Politik an seiner Stelle. Es bleibt jedoch die Verantwortung des Monarchen, die Zustimmung des Staates zu internationalen Vereinbarungen und Verträgen auszudrücken.

Mitglieder der Iberoamerikanischen Gemeinschaft, der Felipe VI. vorsteht

In der ersten Dekade seiner Herrschaft folgte König Juan Carlos einer Außenpolitik geprägt von Wiederbegegnung und Versöhnung, was Spaniens Ansehen auf der Weltbühne sehr verbesserte. Der König schlichtete lang bestehende historische Spannungen mit den Niederlanden und förderte die Verhältnisse zu Frankreich und Deutschland, was direkt zu Spaniens Beitritt in die Europäische Gemeinschaft und die NATO führte. Nach den Spannungen zwischen Franco und dem Papsttum bezüglich den Reformen des Zweiten Vatikanischen Konzils, verbesserten Juan Carlos’ persönliche Verhältnisse mit den folgenden Päpsten die diplomatischen Beziehungen des Vatikans und Spaniens. Papst Paul VI. segnete sogar Juan Carlos’ demokratische Reformen. Laut dem Historiker Charles Powell war es das Ziel des Königs, dass Spanien von den anderen europäischen Mächten voll akzeptiert werden sollte. Dem König, einem selbsterklärten Pro-Europäer, wurde 1982 mit dem prestigeträchtigen Karlspreis für seine Arbeit für Demokratie und die Unterstützung der Europäischen Einigung ausgezeichnet. Die Verfassung schreibt dem Monarchen eine besondere Verantwortung für die Beziehung Spaniens mit Mitgliedern seiner historischen Gemeinschaft, den Nationen, die ehemals Teil des spanischen Kolonialreichs waren, sowie Portugal und Brasilien, zu. Um dieser Verantwortung nachzukommen, hat der König von Spanien das Amt des Präsidenten der Organización de Estados Iberoamericanos inne, der 24 Mitgliedsstaaten angehören. Durch seine Position in der Organisation wurde der König öfters um Rat gebeten, wie man ein Land von einer Diktatur zu einer Demokratie wandeln könne. Für seine Bemühungen wurde der König 2008 zum beliebtesten Führer in der iberoamerikanischen Gemeinschaft gewählt.
In diplomatischen Missionen wird der Monarch vom Außenministerium unterstützt, bei Auslandsreisen, in denen der König Spanien repräsentiert, stehen ihm hochrangige Mitglieder des Außenministeriums zur Verfügung. Der königliche Haushalt stimmt sich mit dem Außenministerium ab, um erfolgreiche diplomatische Engagements zu garantieren. Auch andere Mitglieder der königlichen Familie repräsentieren Spanien international. Wenngleich die spanische Monarchie von der Regierung unabhängig ist, ist es wichtig, dass königliche Reden mit der Außenpolitik der Regierung abgestimmt werden, damit ein einheitliches Bild der Diplomatie präsentiert wird. Um ein Gleichgewicht zu erreichen, treffen sich die Redenschreiber des königlichen Haushalts mit dem Außenministerium, um zu sichern, dass offizielle Reden einen gewünschten diplomatischen Ton treffen, der sowohl die Ansichten des Königs als auch die Politik der Regierung widerspiegelt. Wenn nötig, können sich der König und die Regierung bei einem diplomatischen Engagement auch auf zwei unterschiedliche Aspekte konzentrieren. Der König kann einen Aspekt hervorheben, zum Beispiel die Förderung von Demokratie und historischen Beziehungen, während sich die Regierung auf Details wie strategische Planung und bilaterale Zusammenarbeit konzentriert.
Der König und Mitglieder der königlichen Familie haben Spanien bereits in Europa, Lateinamerika, den Vereinigten Staaten und Kanada, im Nahen Osten und Nordafrika, in China, Japan, den Philippinen, Australien, Neuseeland und verschiedenen Ländern Subsahara-Afrikas vertreten. Zudem haben König Juan Carlos und König Felipe vor vielen internationalen Organisationen gesprochen, unter anderem den Vereinten Nationen, den Institutionen der EU, dem Europarat, der Organisation Amerikanischer Staaten, der Internationalen Arbeitsorganisation und der Arabischen Liga.

Symbol der spanischen Streitkräfte

### Der König als Oberbefehlshaber der Streitkräfte
Die Rolle der Krone in den spanischen Streitkräften wurzelt in Tradition und Patriotismus, wie auch in den Symbolen und der Geschichte des Militärs dargestellt wird. Die Rolle des Monarchen in der Befehlskette der Streitkräfte ist in der Verfassung und anderen Gesetzen festgeschrieben:
Dem König obliegt es (…) den Oberbefehl über die Streitkräfte auszuüben.

Titel II: Die Krone, Artikel 62, spanische Verfassung von 1978
Titel IV der Verfassung bevollmächtigt jedoch den Ministerpräsidenten mit der Verwaltung der Streitkräfte und der nationalen Verteidigungspolitik, da dieser das spanische Volk repräsentiert.
Das königliche Dekret 1310 vom 5. Oktober 2007 verpflichtet den Nationalen Verteidigungsrat dazu, dem Monarchen Bericht zu erstatten und legt fest, dass der König Vorsitzender des Rates ist, wenn er an den Sitzungen teilnimmt. Der Nationale Verteidigungsrat ist Spaniens höchstes beratendes Gremium in Sicherheits- und Verteidigungsangelegenheiten und erfüllt die gleiche Funktion wie der United States National Security Council.
Als Oberbefehlshaber der Streitkräfte hat der König den höchsten Rang in der militärischen Befehlskette inne. Die Ränge des Königs beinhalten zudem Generalkommandant der Armee, der Marine und der Luftwaffe. Der König ist der einzige Offizier im Militär, der den Rang eines Generals mit fünf Sternen innehat. Die Teilnahme des Königs im spanischen Militärleben stammt von seiner verfassungsmäßigen Position als „Schiedsrichter und Lenker über das regelmäßige Funktionieren der Institutionen.“ Auch vom Thronfolger wird üblicherweise erwartet, in den Streitkräften zu dienen, sowohl Juan Carlos als auch Felipe VI. dienten in verschiedenen Zweigen der Streitkräfte, bevor sie König wurden.

## Heutige Monarchie

### Beliebtheit und Kritik
Von ihrer Restauration 1978 bis zur spanischen Finanzkrise 2008 genoss die Monarchie traditionell große Unterstützung und Beliebtheit bei den spanischen Bürgern. Laut Fernando Villespín, dem Präsidenten des Centro de Investigaciones Sociológicas (CIS; Deutsch: Soziologisches Forschungszentrum) lag die Zustimmungsrate des Königs mit traditionell über 70 % durchgehend über den Zustimmungsraten der gewählten Politiker. Zudem fand ein ähnlicher Prozentsatz an Befragten, dass der König eine wichtige Rolle bei der Aufrechterhaltung der Demokratie spielte. Regelmäßig wurden Mitglieder der königlichen Familie zu den respektiertesten öffentlichen Personen in Spanien gewählt. König Juan Carlos war regelmäßig unter den zehn beliebtesten Personen Spaniens, wobei bis zu 80 % der Spanier der Meinung waren, dass der Übergang Spaniens zur Monarchie ohne den persönlichen Einsatz des Königs nicht möglich gewesen wäre. Das CIS, ein unparteiisches, von der Regierung finanziertes, unabhängiges Forschungsinstitut hat die öffentliche Meinung bezüglich der Monarchie seit 1984 auf drei Hauptfragen hin untersucht: Wie groß ist das öffentliche Vertrauen in die Monarchie? Welche Rolle hat die Monarchie in einem demokratischen System? Inwiefern hat der König zum demokratischen Prozess beigetragen?
Vor der Wirtschaftskrise lag der Reiz der Monarchie unter anderem in den persönlichen Charaktereigenschaften Juan Carlos’, dessen Anschauungen bezüglich seiner Familie, der persönlichen Integrität und einem selbstlosen Arbeitsethos in 1984/85 verfassten privaten Briefen an seinen Sohn Felipe veröffentlicht wurden. Laut Juan Carlos dürfe ein Monarch seine Position nicht selbstverständlich nehmen, sondern für das Wohlergehen der Leute arbeiten, freundlich, aufmerksam und hilfreich sein und „munter erscheinen, auch wenn man müde ist; freundlich erscheinen, auch wenn man sich nicht so fühlt; aufmerksam sein, auch wenn man nicht interessiert ist; hilfreich sein, auch wenn es aufwendig ist (...) Man muss natürlich erscheinen, aber nicht gewöhnlich; kultiviert und problemorientiert, aber nicht kleinlich oder eingebildet.“
Die Briefe von Vater an Sohn befinden sich im königlichen Haushalt, wurden aber kopiert und öffentlich zugänglich gemacht. Ein Funktionär des Zarzuela-Palastes bestätigte die Authentizität der Briefe, erklärte jedoch gleichzeitig, dass sie ohne Zustimmung und vorherige Kenntnis veröffentlicht worden waren.
Während der Finanzkrise verschärfte sich die Kritik an der Monarchie, vor allem 2012, was zu einer Art annus horribilis für die Monarchie wurde, da Mitgliedern der königlichen Familie öfter vorgeworfen wurde, den Anschluss an die Welt verloren bzw. für Skandale gesorgt zu haben. Königin Sophia wurde 2008 für das öffentliche Äußern ihrer privaten Meinungen zu gleichgeschlechtlichen Ehen kritisiert. 2011 wurde der Schwiegersohn des Königs, Iñaki Urdangarin, Herzog von Palma, der Geldwäsche beschuldigt, zudem soll er seine Verbindung zur königlichen Familie für persönlichen Zugewinn genutzt haben. Im April 2012 schoss sich der Enkel des Königs, der 13-jährige Froilán, bei Schießübungen auf dem Anwesen seines Vaters selbst in den Fuß, was an einen Vorfall von 1956 erinnerte, bei dem Alfonso, der jüngere Bruder Juan Carlos’, vermutlich beim Reinigen der Waffe aus Versehen von seinem Bruder erschossen wurde. Ebenfalls 2012 wurde der Monarchie vorgeworfen, den Bezug zur spanischen Bevölkerung verloren zu haben, als der König während der Finanzkrise auf eine Jagdsafari nach Botswana reiste, während gleichzeitig die spanische Bevölkerung unter Arbeitslosigkeit und Sparmaßnahmen litt. Außerdem wurde der König mit Jagdweste und Gewehr neben einem toten Elefanten fotografiert. Obwohl die Jagdleidenschaft des Königs allgemein bekannt war, löste das Bild dennoch Empörung aus, da der König gleichzeitig Patron der spanischen Sektion der WWF war. Auch wenn Elefantenjagd im Wildschutzgebiet in Botswana legal ist, werden Elefanten von der WWF als bedrohte Tierart gelistet. Dem König wurde aufgrund der öffentlichen Empörung die Ehrenschirmherrschaft im Juli 2012 entzogen. Durch die empfundene Entfernung vom Volk fiel die Zustimmung zur Monarchie auf 49 %.
Der König ergriff Maßnahmen, um das Vertrauen in die Monarchie wiederherzustellen. Als Folge des Skandals um Iñaki Urdangarin sprach der König in seiner Weihnachtsansprache 2011 davon, dass niemand über dem Gesetz stehe. Außerdem reagierte er auf die andauernde Kritik an der Monarchie, indem er die Ausgaben der Monarchie und des königlichen Haushalts veröffentlichte. 2012 boten der König und der Fürst von Asturien freiwillig an, ihre Gehälter um 7 % zu kürzen, um solidarisch zu Beamten der Regierung zu stehen. 2012 hatte der König somit ein zu versteuerndes Einkommen von 270.000 €, der Fürst von Asturien von 131.000 €. Bezüglich der Safari entschuldigte sich der reuevolle König: „Es tut mir sehr leid. Ich habe einen Fehler begangen. Es wird nicht wieder vorkommen.“ Außerdem nahmen der König und der Fürst von Asturien mehr öffentliche Engagements wahr, vor allem in Bezug auf Handel und Gewerbe.
Um die Stabilität der spanischen Krone zu sichern, dankte Juan Carlos I. am 19. Juni 2014 zugunsten seines beliebten Sohnes König Felipe VI. ab. Anfang 2014 hatten sich Umfragen zufolge 62 % der Spanier für seine Abdankung ausgesprochen, die Unterstützung für die Monarchie rutschte zudem erstmals unter 50 %.
In den vergangenen Jahren haben sich die Meinungen bezüglich des Staatsoberhauptes zusehends gespalten. Seit 2018 herrscht zwischen Monarchisten und Republikanern weitestgehend Gleichstand.
Seit 2020 lebt Juan Carlos im Exil in den Vereinigten Arabischen Emiraten. Hintergrund sind unter anderem Ermittlungen der Staatsanwaltschaft wegen Vorwürfen, er habe Schmiergelder aus Saudi-Arabien angenommen. Nach Einstellung des Verfahrens kündigte Juan Carlos im März 2022 an, zunächst weiterhin in den Vereinigten Arabischen Emiraten bleiben zu wollen.
Während der COVID-19-Pandemie in Spanien, wurde am 2. März 2021 bekannt, dass die zwei Schwestern König Felipes, Cristina und Elena, in die Vereinigten Arabischen Emirate gereist waren, um dort eine Impfung zu erhalten und die Wartezeit in Spanien zu umgehen.

### Gemeinnützige, kulturelle und religiöse Schirmherrschaften
Mitglieder der königlichen Familie werden oft von gemeinnützigen wohltätigen, kulturellen oder religiösen Organisationen in Spanien oder auch im Ausland eingeladen, Schirmherrschaften zu übernehmen, eine Rolle, die die spanische Verfassung anerkennt. Ein königliches Patronat vermittelt ein Bild offizieller Glaubwürdigkeit, da die Organisation ob ihrer Eignung überprüft wird. Die Anwesenheit eines Mitglieds der Königsfamilie steigert die Wahrnehmung der Organisation und bringt öffentliches Interesse und Berichterstattung in den Medien mit sich, was den wohltätigen Zweck oder das kulturelle Ereignis unterstützt.
Die Mitglieder der Königsfamilie verfolgen auch wohltätige oder kulturelle Zwecke, die ihren eigenen Interessensgebieten liegen. Als Prinz hatte König Felipe den Vorsitz der Stiftung Prinz von Asturien (Fundación Príncipe de Asturias), welche „wissenschaftliche, kulturelle und humanistische Werte, die Teil des universalen Erbe der Menschheit bilden“, zu fördern sucht. Die Stiftung verleiht jährlich Preise, die den Beitrag von Personen, Gemeinschaften oder Organisationen in acht Kategorien auszeichnet. Felipe dient zudem als Präsident der Codespa Stiftung, die den wirtschaftlichen und sozialen Ausbau in Iberoamerika und anderen Ländern fördert, sowie als Ehrenpräsident der spanischen Abteilung der Association of European Journalists.
Königin Sophia kümmert sich für einen Großteil ihrer Zeit um die Fundación Reina Sofía. Diese wurde 1977 aus dem Privatvermögen der Königin gestiftet und widmet sich den geistigen und körperlichen Bedürfnissen von Personen mit verschiedenen Hintergründen, mit einem Fokus auf Fortschritt, Sozialhilfe und Gerechtigkeit.
König Juan Carlos baute die Tradition einer alljährlichen Weihnachtsansprache auf. Üblicherweise werden hierbei soziale und wirtschaftliche Herausforderungen der Nation ebenso angesprochen wie positive Nachrichten in Bezug auf Wohltätigkeit oder Glauben. 2004 bezog sich die Rede stark auf die Madrider Zuganschläge, 2006 sprach Juan Carlos über die Notwendigkeit einer geeinten Nation im Kampf gegen Terrorismus. Zudem erwähnte er die zunehmende Masse an Immigranten in Spanien und erkannte deren Leistungen für die Wirtschaft an.

## Königlicher Haushalt
Der königliche Haushalt (La Casa de Su Majestad el Rey) unterstützt den Monarchen und die königliche Familie beim Erfüllen von deren Aufgaben und Verpflichtungen. Der Haushalt wird durch ein jährliches von der Regierung in Abstimmung mit dem Monarchen festgelegtes Budget finanziert, das von den Cortes genehmigt wird und direkt an den Monarchen ausgezahlt wird. Der königliche Haushalt arbeitet mit verschiedenen Verwaltungseinheiten der Regierung zusammen und erhält deren Beratung und Unterstützung, wenn sie benötigt wird, stellt aber keineswegs einen Teil der Verwaltung der Regierung dar. Die Bediensteten des königlichen Haushalts stehen im Dienst des Monarchen und werden bei Regierungswechseln nicht ausgetauscht. Der königliche Haushalt wird vom Chef des Haushalts geleitet, der alle Arbeitsabläufe überwacht. Der Chef des Haushalts wird von einem Generalsekretär unterstützt. Das Generalsekretariat ist in verschiedene Abteilungen unterteilt: Planung und Koordination; das Sekretariat der Königin; Sicherheitsdienste; Kommunikation; Protokoll; Verwaltung, Infrastruktur und Dienstleistungen. Vor der Abdankung seines Vaters hatte Felipe VI. als Fürst von Asturien ein eigenes Sekretariat.
Die spanischen Streitkräfte werden vom Leiter der Militärkammer repräsentiert. Dieser berät den König allerdings nicht bezüglich Angelegenheiten der nationalen Verteidigung, dies obliegt dem Verteidigungsminister und dem Regierungschef. Stattdessen koordiniert der Leiter der Militärkammer königliche Militäroperationen und -zeremonien und bereitet die königliche Familie auf jegliche militärischen Aktivitäten vor. Die Militärkammer wird von einem Kommandanten geleitet, der aktiver Generalleutnant oder General im spanischen Militär sein muss und direkt dem König untersteht. Der Kommandant teilt sich ein Büro mit einem militärrechtlichen Berater, einem Inspektor, und Abschnittsleitern für Personalbesetzung, Protokoll, Einsätze und Logistik. Dem König stehen persönliche Flügeladjutanten zu, die auch für die Königin und Prinzessin Sofía zuständig sind. Die Flügeladjutanten werden aus allen Teilen der Streitkräfte bezogen. Der Fürstin von Asturien stehen in der Zukunft persönliche Flügeladjutanten zu.
2004 waren 100 Personen im königlichen Haushalt angestellt.
Die Öffentlichkeitsarbeit des königlichen Haushalts betreibt eine offizielle Internetseite im Auftrag der königlichen Familie. Diese verzeichnet biographische Informationen über Mitglieder der Königsfamilie, deren Aktivitäten, bei Veranstaltungen gehaltene Reden und veröffentlicht deren Terminpläne.

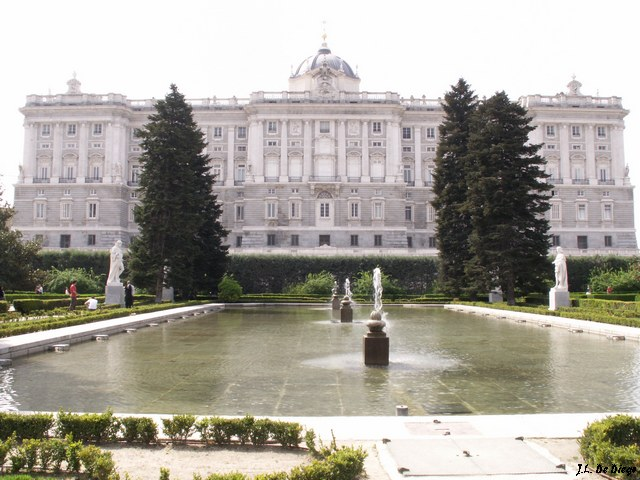
Palacio Real, Madrid

### Residenzen und königliche Anlagen
König Felipe und Königin Letizia übernehmen viele öffentliche Aufgaben in der offiziellen Residenz, dem Palacio Real in Madrid. Allerdings wohnt die Familie im Pavilion, einem zweistöckigen Haus auf dem Gelände des Palacio de la Zarzuela, der Residenz des Königspaars Juan Carlos und Sophia. Der Palacio El Pardo, der in der Nähe gelegen ist, dient seit den 1980er Jahren als Gästehaus für besuchende Staatsoberhäupter.
Der Palacio Real in Madrid, die Gebäude des Palacio de la Zarzuela und der Palacio El Pardo bilden einen Teil der Reales Sitios (königliche Stätten), einer Sammlung von Palästen und Klöstern, die unter königlichem Patronat erbaut worden sind. Die königlichen Stätten gehören dem Staat, werden vom Patrimonio Nacional (Nationalem Erbe) im Namen der Regierung verwaltet und dem König als Staatsoberhaupt zur Verfügung gestellt. Wenn kein Mitglied der königlichen Familie anwesend ist, stehen die Stätten Besuchern offen. Der königliche Haushalt stimmt sich mit dem Rat des Patrimonio Nacional und relevanten Ministerien bezüglich der Planung von Staatsereignissen, die oft in königlichen Stätten gefeiert werden, ab.
König Juan Carlos führte die Tradition ein, dass die Familie ihren jährlichen Urlaub seit den 1960er Jahren auf der Insel Mallorca im Marivent Palast verbringt. 2001 wurde Juan Carlos von den Balearischen Inseln und einer Vereinigung von lokalen Wirtschaftsführern mit einer Yacht beschenkt, als Teil von Anstrengungen, die königliche Familie näher mit den Inseln zu verbinden und die Inseln als Touristenziel zu bewerben. Die Yacht namens Fortuna gehört ebenfalls dem Staat und wird vom Patrimonio Nacional verwaltet.

### Jährliches Budget und Besteuerung
Gemäß der Verfassung steht dem Monarchen eine Entschädigung vom jährlichen Staatshaushalt für den Unterhalt seiner Familie und seines Haushalts zu und darf über diese Gelder in Übereinstimmung mit den Gesetzen frei verfügen. Aus dem Jahreshaushalt werden die Gehälter der leitenden Angestellten, der leitenden Angestellten und der Laufbahnbeamten, anderer kleinerer Posten sowie die allgemeinen Bürokosten bezahlt. Die Gehälter des Haushaltschefs, des Generalsekretärs und anderer leitender Angestellter müssen mit denen anderer Verwaltungsminister innerhalb der Regierung vergleichbar sein, obwohl sie in keiner Weise Teil der Regierung oder der Verwaltung sind. Daher werden die Gehälter der leitenden Angestellten entsprechend den Schwankungen der Gehälter der Regierungsminister erhöht, gesenkt oder eingefroren. Darüber hinaus werden aus dem Jahresbudget der Unterhalt und die Ausgaben für hochrangige Mitglieder der königlichen Familie, die königliche Aufgaben wahrnehmen, bezahlt; dazu gehören Zuweisungen für Lebensmittel, Kleidung und Toilettenartikel. Das von den Cortes für 2010 genehmigte Budget betrug knapp 7,4 Millionen Euro, ein Budget, das nur geringfügig größer ist als das der luxemburgischen Monarchie. 2011 sprach der König die immer wiederkehrende Kritik an der Monarchie an, nämlich die Frage, wie das jährliche Budget für die Monarchie und den königlichen Haushalt ausgegeben wird. Der Bericht enthüllte, dass nur 9,6 % der 8,4 Millionen Euro, die in jenem Jahr für die Monarchie veranschlagt waren, an die Mitglieder der königlichen Familie als „Gehälter und repräsentative Aufgaben“ gezahlt wurden, während die Differenz für die Betriebskosten des königlichen Haushalts wie die Gehälter des Haushaltspersonals, verschiedene Versicherungsprämien und -verbindlichkeiten, Dienstleistungen und Zusatzkosten wie Gemeinkosten verwendet wurde. Im Jahr 2012 hat die Monarchie aus Solidarität mit den Regierungsbeamten freiwillig eine zusätzliche Gehaltskürzung von 7 % vorgenommen.
Nicht im Jahreshaushalt enthalten sind die Instandhaltung und der Unterhalt der königlichen Stätten in Spanien, die sich im Besitz des Staates befinden und dem König als Staatsoberhaupt zur Verfügung gestellt werden, aber von Patrimonio Nacional im Auftrag der jeweiligen Regierung verwaltet werden. Die königlichen Stätten in Spanien sind für die Öffentlichkeit zugänglich, wenn die Mitglieder der königlichen Familie nicht anwesend sind. Die Instandhaltung umfasst die Pflege des Geländes, das Hauspersonal und die Verpflegung. Der Haushalt wird mit professionellen Buchführungsverfahren der öffentlichen Verwaltung verwaltet und von staatlichen Rechnungsprüfern geprüft. Alle Mitglieder der königlichen Familie sind steuerpflichtig und müssen jährlich Einkommens- und Vermögenssteuererklärungen abgeben und die entsprechenden Zahlungen leisten.